# Stjerneanis-slægten
Stjerneanis-slægten (Illicium) er en lille slægt fra Østasien og Nordamerika. Det er stedsegrønne buske eller små træer med aromatiske blade, blomster og frugter. Her omtales kun den, som har økonomisk betydning i Danmark.

## Arter
- Stjerneanis (Illicium verum)